# Remenów
Remenów – wieś na Ukrainie w rejonie lwowskim (wczesniej w rejonie kamioneckim) należącym do obwodu lwowskiego.
W pobliżu znajduje się przystanek kolejowy Rudańce, położony na linii Lwów – Łuck – Kiwerce.
We wsi w rodzinie chłopskiej urodził się Bazyli Beń (Василь Бень), ukraiński nauczyciel, adiutant Symona Petlury, kierownik 7-klasowej szkoły im. Szaszkiewicza we Lwowie.